# O Higgins
O Higgins är en kommun i Chile.   Den ligger i provinsen Provincia Capitán Prat och regionen Región de Aisén, i den södra delen av landet, 1 700 km söder om huvudstaden Santiago de Chile. O Higgins ligger vid sjön Laguna Larga.
Trakten runt O Higgins är permanent täckt av is och snö. Trakten runt O Higgins är nära nog obefolkad, med mindre än två invånare per kvadratkilometer.